# Willem Penaat
Willem Penaat (Deventer, 25 augustus 1875 - Amsterdam, 5 mei 1957) was een Nederlands binnenhuisarchitect en meubelontwerper.

## Levensloop

### Jeugd en opleiding
Penaat werd geboren in Deventer als zoon van F.H.C.W. Penaat uit Lingen en E.G. Penaat-Triebart uit Deventer. Zijn vader was bureauchef van de Fa. Schimmelpenninck & Co, voorloper van de Deventer Capsulefabriek. Zijn moeder was pianiste.
Na de Lagere School en de H.B.S. in Deventer volgde hij aldaar teken en schilderles bij Alexander Liernur en Bartus Korteling. In 1894 vertrok hij op achttienjarige leeftijd naar Amsterdam, waar hij verder leerde aan de Rijksnormaalschool voor Teekenonderwijzers, een voormalige lerarenopleiding. Hier behaalde hij zijn MO akten Tekenen, de lesbevoegdheid. Ook volgde hij lessen aan de Rijksacademie voor Beeldende Kunsten. Hij specialiseerde zich daarbij op het interieur en meubelontwerp.

### Werk
In 1897 begon Penaat als meubelmaker en tekenaar bij de meubelfabriek Haag & Zn. In 1900 werd artistiek leider van het meubelatelier verbonden aan aardewerkfabriek Amstelhoek in Amsterdam. In 1903 was hij medeoprichter van het Amsterdamse atelier De Woning, in 1904 van de Nederlandsche Vereeniging voor Ambachts- en Nijverheidskunst.
Van 1923 tot ongeveer 1950 werkte Penaat in Amsterdam en Den Haag als binnenhuisarchitect voor Metz & Co. Evenals Hendrik Petrus Berlage, Jac. van den Bosch en Karel de Bazel ontwierp Penaat eenvoudige meubels met een duidelijke constructie.
Van 1923 tot 1925 was Penaat ook directeur van het Museum van Kunstnijverheid in Haarlem.
In 1928 ontwierp Penaat in samenwerking met Hildo Krop het interieur van de raadzaal van het Stadhuis aan de Oudezijds Voorburgwal in Amsterdam. In 1929 ontwierp hij het standaardmeubilair voor de PTT (Nederland). Bekend is verder zijn meubilair in de Utrechtse Domkerk en in de Nieuwe Kerk van Delft.

## Werken
Interieurontwerp in Dom van Utrecht in 1925: :

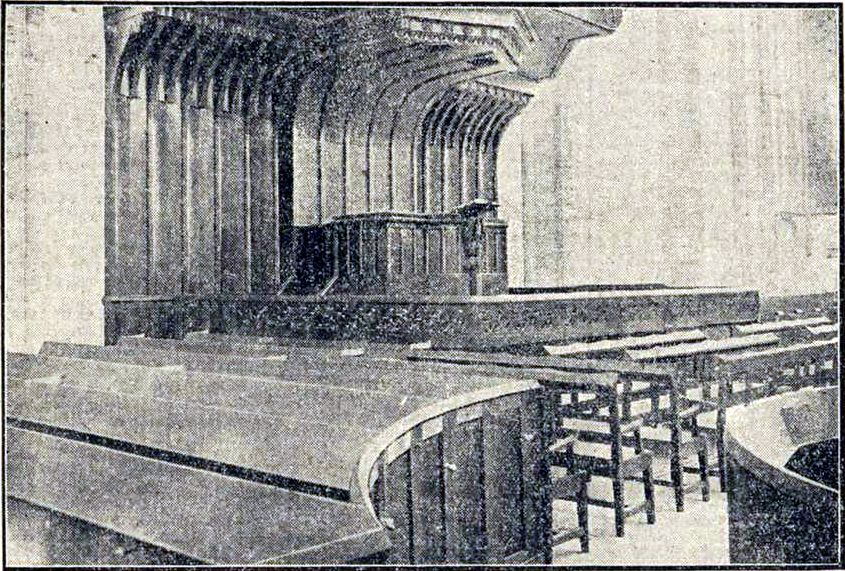
Krantenfoto uit 1925
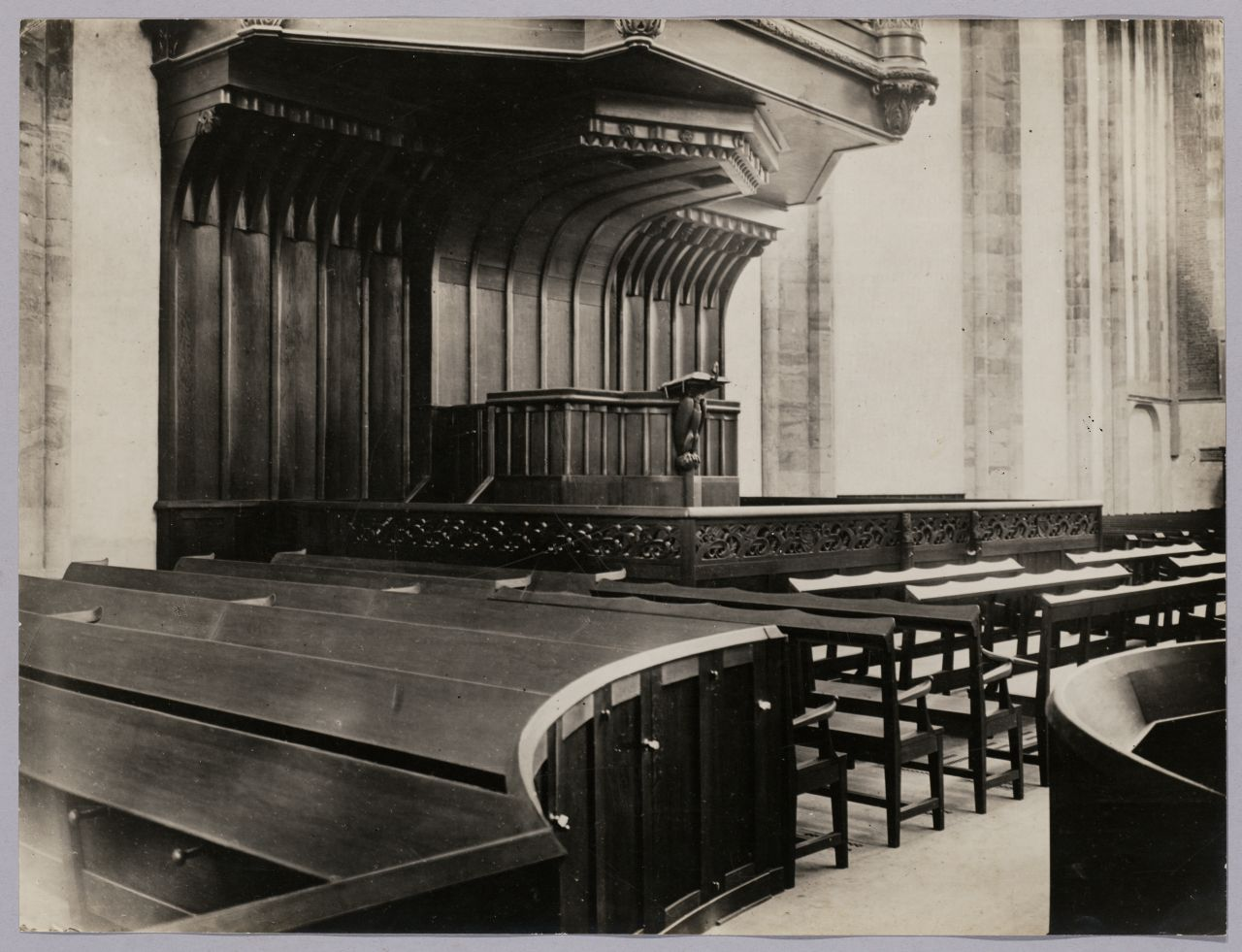
Archieffoto, 1920s-1930s

Interieur raadzaal Stadhuis Oudezijds Voorburgwal Amsterdam, 1928:

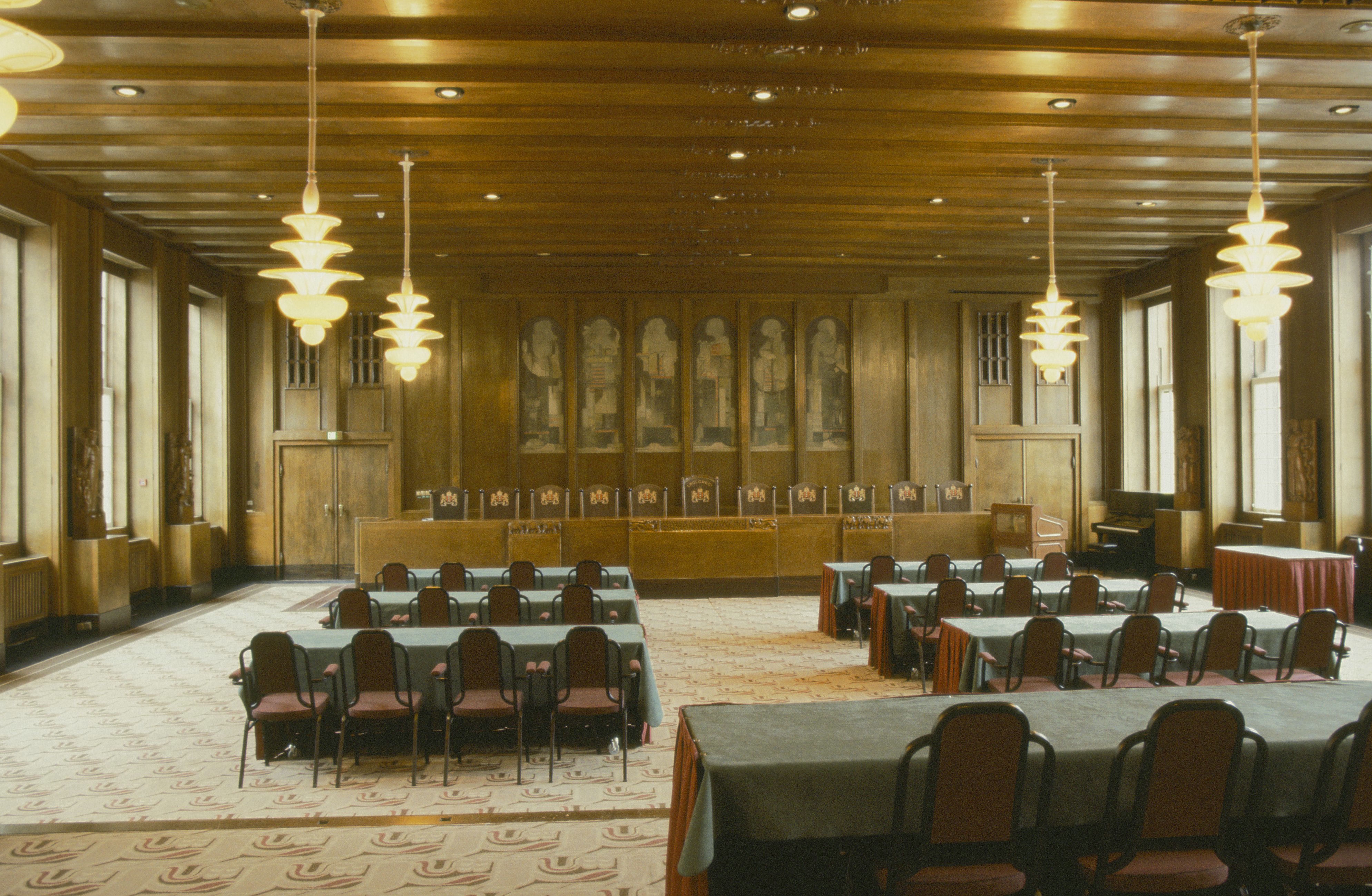
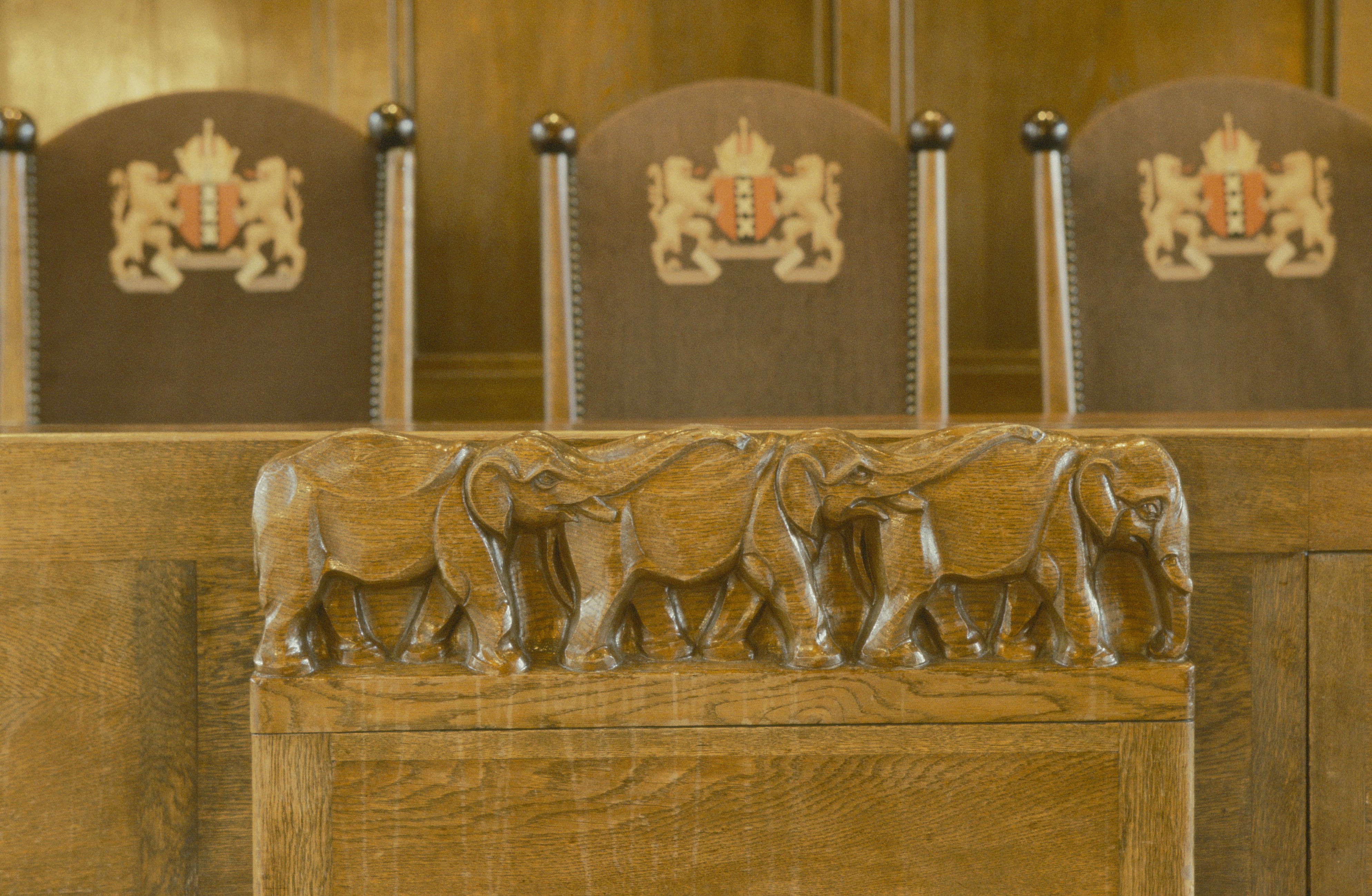
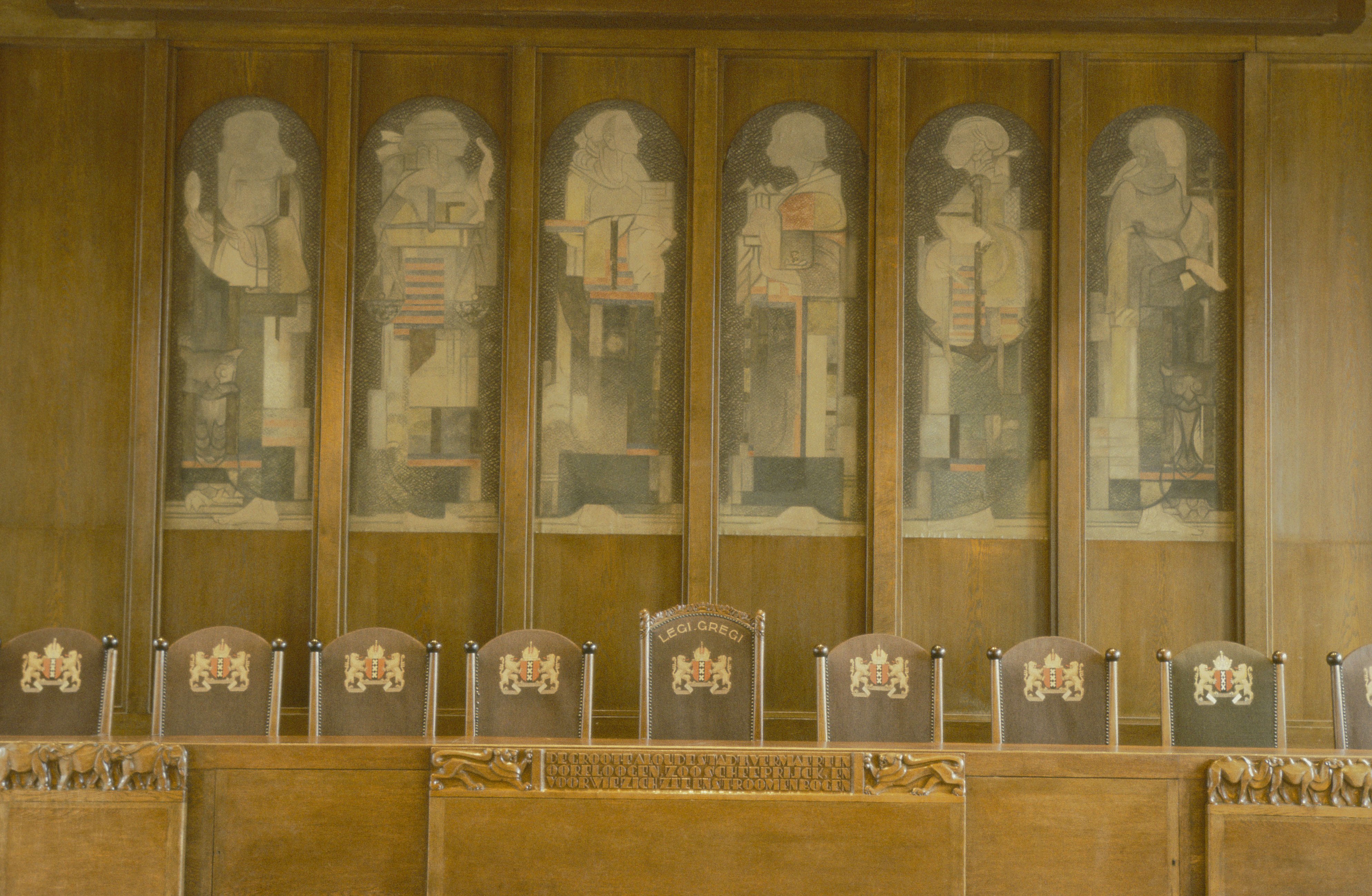
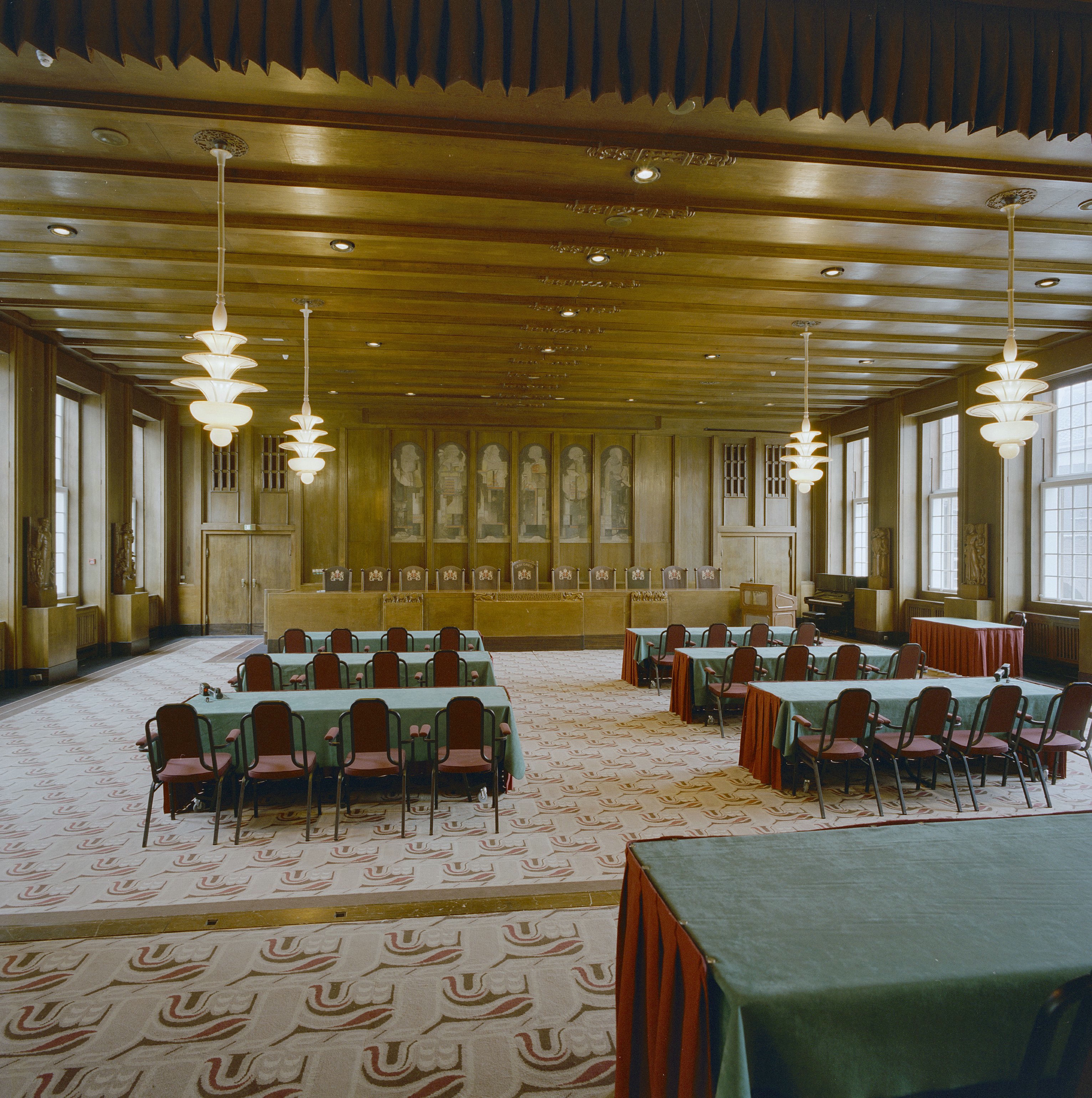

## Secundaire literatuur
- Corrie van Adrichem, Willem Penaat. Meubelontwerper en organisator 1875/1957, Monografieën van nederlandse interieurarchitecten, no.4. Rotterdam: uitgeverij 010, 1988. ISBN 90-6450-061-4.

- Biografisch Portaal: 44107823
- Digitale Bibliotheek voor de Nederlandse Letteren: pena001
- Gemeinsame Normdatei: 119041847
- International Standard Name Identifier: 0000 0000 1027 4188
- Nederlandse Thesaurus van Auteursnamen: 070054940
- RKD-Nederlands Instituut voor Kunstgeschiedenis: 62510
- Union List of Artist Names: 500323843
- Virtual International Authority File: 54949303
- WorldCat: E39PBJwXcfFFwFGKYwvmTc4Qbd